# Championnat du pays de Galles féminin de football 2022-2023
 (août 2023).
Navigation
Édition précédente Édition suivante
La saison 2022-2023 du Championnat du pays de Galles féminin de football, Adran Premier, est la quatorzième saison du championnat. Le Swansea City Ladies Football Club vainqueur du championnat précédent remet son titre en jeu.
Le Cardiff City Football Club remporte le championnat avec treize points d'avance sur Swansea City Ladies. Le Cardiff Met complète le podium. C'est le deuxième titre pour Cardiff City, dix ans après le premier en 2013.
L'Abergavenny Women Football Club, qui venait d'être promu, termine à la dernière place et est relégué en deuxième division.

## Participantes
Ce tableau présente les huit équipes qualifiées pour disputer le championnat 2022-2023. On y trouve le nom des clubs, le nom des entraîneurs et leur nationalité, la date de création du club, l'année de la dernière montée au sein de l'élite, le nom des stades ainsi que la capacité de ces derniers.
| \| Cardiff Met Swansea City Cardiff City Aberystwyth Pontypridd TNS Barry Town United Abergavenny \| Localisation des clubs engagés dans le championnat. |
| Cardiff Met Swansea City Cardiff City Aberystwyth Pontypridd TNS Barry Town United Abergavenny                                                           |

| Nom du club                            | Entraîneur      | Date de création | Dernière montée | Stade                           | Capacité |
| -------------------------------------- | --------------- | ---------------- | --------------- | ------------------------------- | -------- |
| Swansea City Ladies Football Club      | Chris Church    |                  | 2011            | Llandarcy Academy of Sport      | 2 000    |
| Cardiff City Football Club             | Iain Darbyshire |                  | 2012            | Leckwith Athletics Stadium      |          |
| Cardiff Met Women's Football Club      | Kerry Harris    |                  | 2011            | Cardiff Metropolitan University |          |
| Aberystwyth Town Ladies Football Club  | Gavin Allen     |                  | 2009            | Park Avenue                     |          |
| Barry Town United Ladies Football Club |                 |                  | 2021            |                                 |          |
| Pontypridd Town Ladies Football Club   |                 |                  | 2021            |                                 |          |
| The New Saints Football Club Women's   |                 |                  | 2021            |                                 |          |
| Abergavenny Women Football Club        |                 | 2016             | 2022            | Pen-Y-Pound Stadium             |          |

## Compétition

### Classements

#### Première phase
| Rang | Équipe                   | Pts | J  | G  | N | P  | Bp | Bc | Diff |
| ---- | ------------------------ | --- | -- | -- | - | -- | -- | -- | ---- |
| 1    | Cardiff City             | 38  | 14 | 12 | 2 | 0  | 46 | 7  | +39  |
| 2    | Swansea City Ladies T    | 31  | 14 | 9  | 4 | 1  | 37 | 12 | +25  |
| 3    | Cardiff Met              | 29  | 14 | 9  | 2 | 3  | 34 | 12 | +22  |
| 4    | The New Saints Women     | 17  | 14 | 5  | 2 | 7  | 31 | 33 | -2   |
| 5    | Pontypridd Town Ladies   | 17  | 14 | 5  | 2 | 7  | 22 | 24 | -2   |
| 6    | Aberystwyth Town Ladies  | 12  | 14 | 3  | 3 | 8  | 21 | 32 | -11  |
| 7    | Barry Town United Ladies | 10  | 14 | 3  | 1 | 10 | 16 | 45 | -29  |
| 8    | Abergavenny WFC          | 5   | 14 | 1  | 2 | 11 | 12 | 48 | -36  |

| Légende : Qualifications et relégations | Légende : Qualifications et relégations |
| --------------------------------------- | --------------------------------------- |
|                                         | Poule de championnat                    |
|                                         | Poule de relégation                     |
|                                         | T : Tenant du titre P : Promu           |

#### Poule championnat
| Rang | Équipe                | Pts | J  | G  | N | P  | Bp | Bc | Diff |
| ---- | --------------------- | --- | -- | -- | - | -- | -- | -- | ---- |
| 1    | Cardiff City C        | 54  | 20 | 17 | 3 | 0  | 70 | 12 | +58  |
| 2    | Swansea City Ladies T | 41  | 20 | 12 | 5 | 3  | 52 | 20 | +32  |
| 3    | Cardiff Met L         | 29  | 20 | 9  | 2 | 9  | 39 | 43 | -4   |
| 4    | The New Saints Women  | 21  | 20 | 8  | 2 | 10 | 43 | 50 | -7   |

| Légende : Qualifications et relégations | Légende : Qualifications et relégations |
| --------------------------------------- | --- |
|                                         | Ligue des champions féminine de l'UEFA 2023-2024 |
|                                         | T : Tenant du titre P : Promu C : Vainqueur de la Coupe du pays de Galles féminine 2022-2023 L : Vainqueur de la Coupe de la Ligue du pays de Galles féminine 2022-2023 |

#### Poule de classement
| Rang | Équipe                   | Pts | J  | G | N | P  | Bp | Bc | Diff |
| ---- | ------------------------ | --- | -- | - | - | -- | -- | -- | ---- |
| 1    | Pontypridd Town Ladies   | 31  | 20 | 9 | 4 | 7  | 35 | 27 | +8   |
| 2    | Aberystwyth Town Ladies  | 24  | 20 | 7 | 3 | 10 | 31 | 37 | -6   |
| 3    | Barry Town United Ladies | 15  | 20 | 4 | 3 | 13 | 21 | 52 | -31  |
| 4    | Abergavenny WFC P        | 2   | 20 | 2 | 2 | 16 | 14 | 63 | -49  |

| Légende : Qualifications et relégations | Légende : Qualifications et relégations |
| --------------------------------------- | --------------------------------------- |
|                                         | Relégation en deuxième division         |
|                                         | T : Tenant du titre P : Promu           |

## Bilan de la saison
| Championnat du pays de Galles féminin de football 2022-2023                        |                                         |
| Champion                                                                           | Cardiff City Football Club (2e titre)   |
| Dauphin                                                                            | Swansea City Ladies                     |
| Coupes et trophées                                                                 |                                         |
| Vainqueur de la Coupe du pays de Galles 2022-2023                                  | Cardiff City Football Club              |
| Vainqueur de la Coupe de la Ligue du pays de Galles féminine 2022-2023             | Cardiff Met Women's Football Club       |
| Qualifications continentales                                                       |                                         |
| Ligue des champions féminine de l'UEFA 2023-2024                                   | Cardiff City Football Club              |
| Promotions et relégations                                                          |                                         |
| Promus en Championnat du pays de Galles féminin de football                        | Wrexham Association Football Club Women |
| Relégués en Championnat du pays de Galles féminin de football de deuxième division | Abergavenny Women Football Club         |